# Onthophagus frenchi
Onthophagus frenchi är en skalbaggsart som beskrevs av Blackburn 1903. Onthophagus frenchi ingår i släktet Onthophagus och familjen bladhorningar. Inga underarter finns listade i Catalogue of Life.